# Einars Repše
Einars Repše (Jelgava, Unión Soviética, 9 de diciembre de 1961) es un político letón, miembro del Partido de la Nueva Era (JL) y ministro de Finanzas de Letonia entre 2009 y 2010. Entre el 7 de noviembre de 2002 y el 9 de marzo de 2004 ocupó el cargo de primer ministro.

## Biografía
Realizó su educación secundaria en Riga en el Instituto Estatal de Riga nº 1 y más tarde estudió en la Facultad de Física y Matemáticas de la Universidad de Letonia. Se licenció con un título en física en 1986. Al acabar los estudios, fue contratado por la Academia de Ciencias de Letonia, donde trabajó en la oficina de diseño de equipos científicos durante cuatro años.
El 1991, Einars Repse fue nombrado presidente del Banco de Letonia, cargo que ocupó durante diez años. Está casado y es padre de cuatro hijos.

## Actividad política
En 1988, participó de una manera muy activa en el movimiento de recuperación de la independencia de Letonia. En julio de 1989, ayudó a fundar el Movimiento por la Independencia Nacional de Letonia (LNNK) y también el Frente Popular de Letonia. Fue elegido miembro del Sóviet Supremo de Letonia en 1990, y más tarde presidente del Subcomité de Finanzas y Banca de la Comisión Parlamentaria de Asuntos Económicos.
Habiendo abandonado la política en 1993, regresó en 2001, cuando fundó el Partido de la Nueva Era (Jaunais laiks, JL), un partido que agrupó sectores de la derecha y que permitió que asumiera la presidencia al año siguiente. El partido ganó las elecciones parlamentarias del 5 de octubre de 2002, con 26 de los 100 escaños que componen el Saeima. Fue nombrado Primer Ministro el 7 de noviembre al frente de una coalición de JL, Unión de Verdes y Agricultores (ZZS), el Partido Letonia Primero (LPP) y Por la Patria y la Libertad/LNNK (TB/LNNK).
El 29 de enero de 2004, el partido LPP se retiró del gobierno, acabando con la coalición el 9 de marzo. El Partido de la Nueva Era (JL) quedó excluido de la nueva coalición encabezada por Indulis Emsis (ZZS). En ese momento, Repse pasó a formar parte de la oposición. Pero, volvió al gobierno el 2 de diciembre de 2004, después del nombramiento de Aigars Kalvītis al frente del ejecutivo. Fue nombrado entonces ministro de Defensa.
Por otro lado, el JL decide retirarse de la coalición el 23 de diciembre de 2005, perdiendo así su lugar en el gobierno.
Reelegido en el parlamento o Saeima el 7 de octubre de 2006, se convirtió en miembro de la Comisión de Finanzas, Presupuesto y control del gobierno. Abandonó la presidencia del Partido de la Nueva Era (JL) en 2007 para formar parte del Consejo durante un año. Desde 2008, se ocupa de los asuntos de la oficina.
El 12 de marzo de 2009, Valdis Dombrovskis diputado del Parlamento Europeo y miembro de la JL, se convirtió en primer ministro, y Repse fue nombrado ministro de Finanzas.